# Упалі ангели (фільм, 2006)
Упалі янголи (англ. Fallen Angels) — американський фільм жахів 2006 року.

## Сюжет
В підвалі виправної установи знаходять останки кількох дітей. Коли на місце прибуває команда криміналістів, вона робить ще більш жахливе відкриття, що призводить до вивільнення легіону семи демонів. Кожен демон відповідає за один з семи смертних гріхів.

## У ролях
- Майкл Дорн — Тейлор
- Білл Моуслі — Вестін
- Едріанн Каррі — Шелл
- Майкл Каліскі — Престон Девіс
- Кевін МакКарті — Пастор Вальтц
- Фара Вайт — Тамела
- Деніел Зацапа — Хендрікс
- Анджела Адамаскі — Сирена 3
- Денні Ау — могильник 2
- Реджи Бенністер — Рейдер
- Майкл Берріман — Морт
- Джулі Бірмінгем — Сирена 1
- Джон Богерт — Руді
- Рут Бацці — Перріл
- Марк Чаварріа — могильник 1
- Джейк Дінда — одержима дитина
- Джек Форд — доктор
- Тоні Гапастіоне — заступник 1
- С.Дж. Гудман — Лінь
- Джошуа Хейз — заступник
- Крісті Хемме — Хтивість
- Девід Хесс — Кажал
- Джессі Хесс — заступник 2
- Кейн Ходдер — Заздрість
- Рік Ірвін — Стіллман
- Крістофер Найт — Белмонт
- Мартін Коув — Деніелс
- Пол Лінке — Елі
- Рейчел Майн — Сирена 2
- Рік МакКаллум — Жадоба / Обжерливість
- Аллен Мічам — будівельник
- Р.А. Міхайлофф — Гнів
- Маркус Ніхаус — Нік
- Джоел Поліс — Горацій Міллхаус
- Ванесса Росс — Наталі
- Брайан Андерсон Сміт — будівельник
- Майрон Ст. Джон — Гординя
- Річард Ван Вліт — здоровань
- Ларрі Варанеллі — офіцер
- Джеррі Вебер — Кевін — будівельник
- Дерек Земрак — Вілсон